# Marek Budny
Marek Budny (ur. 1 czerwca 1969 w Brzegu) – były polski piłkarz ręczny, reprezentant kraju.
Jest wychowankiem Orlika Brzeg. W 1986 roku otrzymał powołanie do kadry narodowej juniorów. Z Orlika trafił do Gwardii Opole. W 1992 roku przeniósł się do Iskry Kielce, z którą dwukrotnie sięgnął po Mistrzostwo Polski. W 1995 roku opuścił kielecki klub i występował w ligach niemieckich i włoskich. Grał także w Śląsku Wrocław.
W seniorskiej reprezentacji Polski wystąpił ponad 100 razy, zdobywając 302 bramki.

## Osiągnięcia
- Złoty medal Mistrzostw Polski:  1993, 1994,1997
- Srebrny medal Mistrzostw Polski:  1995
- Finalista Pucharu Polski:  1995